# Agora (moneta)

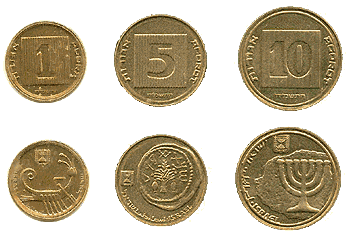
Monety o nominale 1, 5 i 10 agorot

Agora (אגורה, liczba mnoga אגורות, agorot) – moneta zdawkowa w Izraelu. 100 agorot to równowartość jednego nowego szekla izraelskiego.
Wprowadzona od 1 stycznia 1960 r. jako 0,01 liry izraelskiej (funta izraelskiego) w zamian za prutę, których lira liczyła 1 000. Reforma monetarna wprowadzona 24 lutego 1980 zastąpiła lirę szeklem, a agora stała się 0,01 nowej jednostki monetarnej. 1 szekel = 10 lir, a więc agora po reformie równała się 10 agorom sprzed reformy. 4 września 1985 r. przeprowadzono denominację wprowadzając nowego szekla równego 1 000 starych szekli.